# Andreas Koch (Musiker)

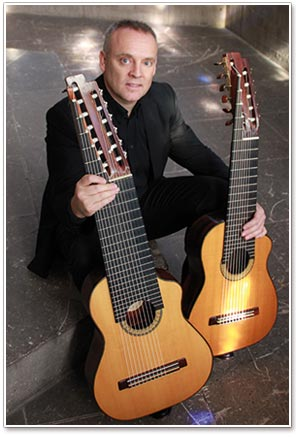
Andreas Koch mit Altgitarren von Georg Bolin

Andreas Koch (* 1966 in Kierspe) ist ein deutscher Gitarrist. Darüber hinaus beschäftigt er sich mit den historischen Zupfinstrumenten der Gitarrenfamilien Renaissancegitarre und Renaissancelaute, Vihuela, Barockgitarre und mit originalen Instrumenten aus der Zeit der Romantik. Er ist zugleich Spezialist für das Spiel der 11- und 13-saitigen Altgitarre.

## Werdegang
Koch nahm 1984 das Studium am Robert-Schumann-Institut bei Maritta Kersting in Düsseldorf auf. 1988 legte er das Musiklehrerdiplom ab, dem 1991 die künstlerische Reifeprüfung folgte. 1993 schloss er seine Studien mit dem Konzertdiplom ab. Besonderen Einfluss übte auf ihn die Arbeit mit Leo Brouwer aus.
Er war Preisträger 1987 beim internationalen Gitarrenwettbewerb in Mettmann und 1991 beim internationalen Paganini-Wettbewerb in Moneglia/Italien. 1994 wurde ihm der Schmolz- und Bickenbach-Preis der Robert Schumann Hochschule Düsseldorf verliehen.
Als Bearbeiter fertigte er Transkriptionen von Lautenwerken aus der Zeit der Renaissance und des Barock für Altgitarre an und eröffnete so dem Instrument Zugang zu diesem umfangreichen Repertoire.
Neben seiner Tätigkeit als Gitarrist tritt Andreas Koch auch als Dirigent diverser Orchester und Ensembles musikalisch in Erscheinung.  Seit 1997 ist er Organisator und Orchesterleiter beim Märkischen Gitarrenseminar und war von 2012 bis 2016 Dirigent des Lüdenscheider Kammerorchesters.
Ergänzend zu seiner solistischen Tätigkeit ist die Aufführung von Kammermusik mit Gitarre ein  Bestandteil seiner musikalischen Arbeit. Er tritt als Duopartner mit dem Gitarristen Martin Wanat als Duo Concertino sowie mit dem Pianisten Frank Zabel in der Besetzung Gitarre mit Klavier bzw. Gitarre mit Orgel auf Konzertbühnen auf. Mit der Geigerin Maria Kaminskaia bildete er das Duo quattro e sei corde.
Über 15 Jahre arbeitete er in der Besetzung „Duo Accords galants“ mit Katja Fernholz-Bernecker zusammen. Diese Besetzung widmete sich besonders der Erforschung, Transkription und der Aufführung von Musik für Zupfinstrumente aus der Zeit der Renaissance und des Barocks.
Auch als Liedbegleiter verschiedener Sänger, so etwa Irene Düsberg, Karin Zabel, Franziska Förster, Antje Bischof, (alle Sopran) und Kay Gunter Pusch (Tenor) ist Koch tätig.

## Aufnahmen

### Solo-CDs
- 11 and 13 strings Xmas, 2017
- 11 and 13 strings baroque, 2013
- Guitarre española, 1999
- Andreas Koch – Gitarre, 1997
- Andreas Koch Portrait, 1995

### Kammermusikeinspielungen
- Fantasies baroques, Duo Accords galants, 2009
- Musik für Gitarre und Orgel, 2007
- Mauro Giuliani – Duetto Concertante, Duo „quattro e sei corde“, 2002
- Fernando Sor – Gitarrenduos, Duo Concertino, 1996

### Weitere Beteiligungen
- Christoph Kirschbaum, Movements, 2015
- Christoph Kirschbaum, Tanz der Lichter, 2009
- Christoph Kirschbaum, Saitenweisen, 2007
- Kavatinen, 1999